# Historias de la revolución
Historias de la revolución es una película dramática cubana estrenada en 1960 y dirigida por Tomás Gutiérrez Alea. Fue el primer largometraje de ficción realizado por el ICAIC.

## Sinopsis
A través de tres pasajes ("El herido", "Rebeldes", "La batalla de Santa Clara"), se recorre la historia de la insurrección contra la dictadura de Batista.

## Palmarés cinematográfico
- Premio de la Unión de Escritores de la URSS. II Festival Internacional de Cine. Moscú, URSS, 1961.
- Premio especial. Festival Internacional de Cine. Melbourne, Australia, 1962.

- Datos: Q7620058